# Chaumes du Hohneck, Kastelberg, Rainkopf, et Charlemagne
Chaumes du Hohneck, Kastelberg, Rainkopf, et Charlemagne este o arie protejată (sit de importanță comunitară — SCI) din Franța întinsă pe o suprafață de 210 ha, integral pe uscat.

## Localizare
Centrul sitului Chaumes du Hohneck, Kastelberg, Rainkopf, et Charlemagne este situat la coordonatele 48°01′52″N 7°00′25″E / 48.03111°N 7.00694°E.

## Înființare
Situl Chaumes du Hohneck, Kastelberg, Rainkopf, et Charlemagne a fost declarat arie specială de conservare în baza directivei 92/43 din 1992 referitoare la conservarea habitatelor naturale și a faunei și florei sălbatice pentru a proteja 1 specie de animale.

## Biodiversitate
Situată în ecoregiunea continentală, aria protejată conține 7 habitate naturale: Pajiști uscate europene, Turbării active, Păduri de fag subalpine medio-europene cu Acer și Rumex arifolius, Formațiuni ierboase bogate în specii de Nardus, dezvoltate pe substraturi silicioase în zone montane (și în zone submontane, în Europa continentală), Mlaștini împădurite, Pajiști alpine și boreale, Mlaștini oligotrofe degradate, capabile încă de regenerare naturală.
La baza desemnării sitului se află o specie protejată de  mamifere: râs eurasiatic (Lynx lynx).
Pe lângă speciile protejate, pe teritoriul sitului au mai fost identificate 12 specii de plante, 1 specie de mamifere, 4 specii de nevertebrate.